# Gallegos de Hornija
Gallegos de Hornija es un municipio de España, en la provincia de Valladolid, comunidad autónoma de Castilla y León. Tiene una superficie de 11,24 km² con una población de 150 habitantes y una densidad de 13,35 hab/km².

## Historia

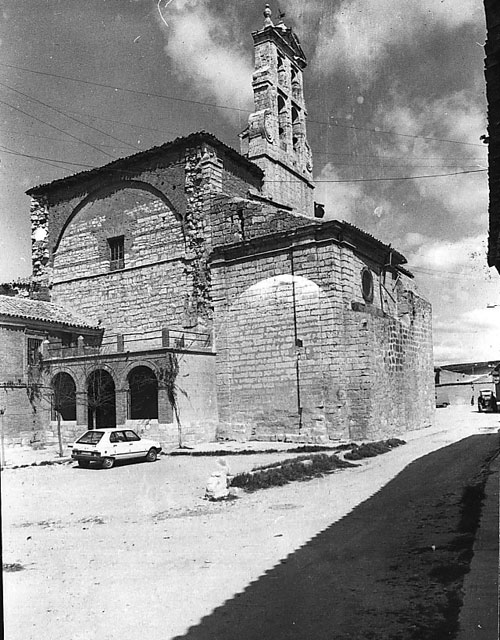
Iglesia del con espadaña del

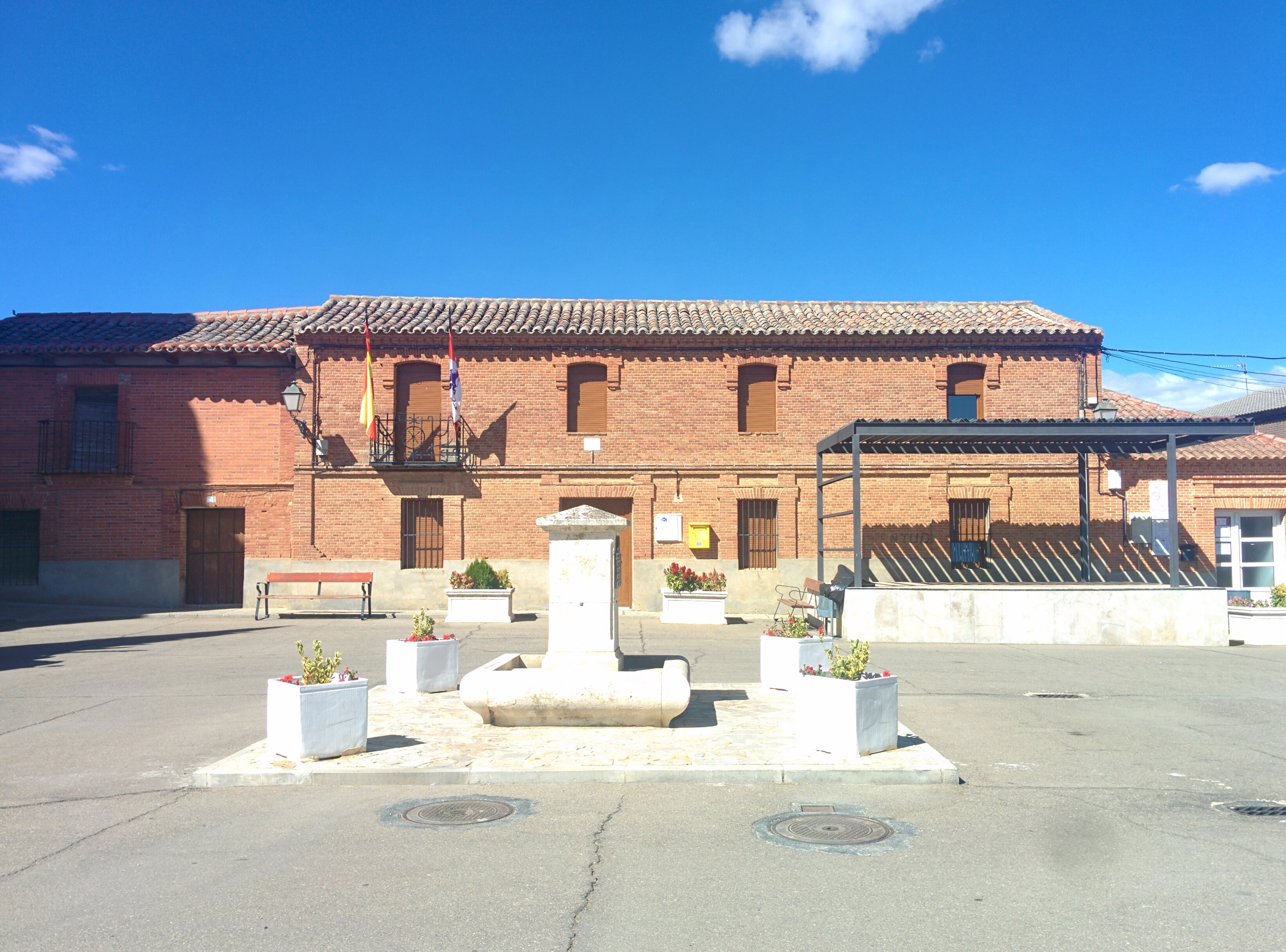
Casa consistorial

Durante la Edad Media estaba integrada en la Merindad del Infantazgo de Valladolid (en castellano antiguo citada como: Meryndat del Infantadgo de Ualladolid) una división administrativa de la Corona de Castilla,  cuya descripción figura en el libro Becerro de las Behetrías de Castilla, redactado por las Cortes de Valladolid de 1351, cuando el estamento de los hidalgos solicitó al rey Pedro I la desaparición de las behetrías mediante su conversión en tierras solariegas.

### sigloXIX
Así se describe a Gallegos de Hornija en la página 280 del tomo VIII del Diccionario geográfico-estadístico-histórico de España y sus posesiones de Ultramar, obra impulsada por Pascual Madoz a mediados del siglo XIX:

GALLEGOS

Lugar con ayuntamiento en la provincia, audiencia territorial y capitanía general de Valladolid (6 leguas), partido judicial de La Mota del Marqués (1), diócesis de Palencia (13).
Situado en un valle a la margen izquierda del río Hornija, y combatido principalmente por los vientos N y O; su clima es frío y propenso a tercianas y cuartanas que se hacen muy rebeldes a causa, sin duda, del encharque de las aguas en que abunda el terreno.
Tiene 40 casas; la consistorial que sirve de cárcel, escuela de instrucción primaria a cargo de un maestro pagado de los fondos públicos además de la retribución de los alumnos, que son muy pocos y eso solo en el invierno, pues en el verano se dedican a las faenas del campo; hay una iglesia parroquial de entrada (San Martín), servida por un cura de provisión ordinaria y un beneficiado, cuya plaza se provee por oposición entre hijos del pueblo; el cementerio público se halla fuera de la población a la parte del S, y a la salida de la misma hay una fuente de exquisitas aguas que provee al vecindario para beber y demás necesidades domésticas.
Confina el término con los de San Salvador, Adalia, Bercero y Vega de Valdetronco; dentro de él se encuentra una ermita (Nuestra Señora del Villar) y otra arruinada (El Humilladero).
El terreno participa de llano y páramo, con algunas laderas; en lo general es de buena calidad, a excepción de los páramos que son de ínfima, comprende algunos prados naturales.
Caminos: los que dirigen a los pueblos limítrofes.
Correo: se recibe y despacha en la cabeza del partido y Tordesillas, por valijero.
Producciones: trigo, cebada, avena, legumbres, zumaque y poca uva; se cría ganado lanar y vacuno; caza de perdices y conejos, y en el Hornija hay pesca de barbos y cangrejos.
Industria: la agrícola y algunos molinos harineros.
Comercio: exportación del sobrante de frutos, e importación de los artículos de consumo que faltan.
Población: 37 vecinos, 138 almas.

Capital productivo: 312.290 reales. Imponible: 31.229. Contribución: 6.031 reales y 23 maravedíes.

## Geografía humana

### Demografía
Cuenta con una población de 109 habitantes (INE 2024).
| Gráfica de evolución demográfica de Gallegos de Hornija entre 1842 y 2021 |
| |
| Población de derecho según los censos de población del INE Población de hecho según los censos de población del INEEn estos censos se denominaba Gallegos: 1842, 1857 y 1860 |

| 154                        | 156 | 146 | 150 | 140 | 110 |
| (Fuente: [cita requerida]) |     |     |     |     |     |